# Carl Gmelin

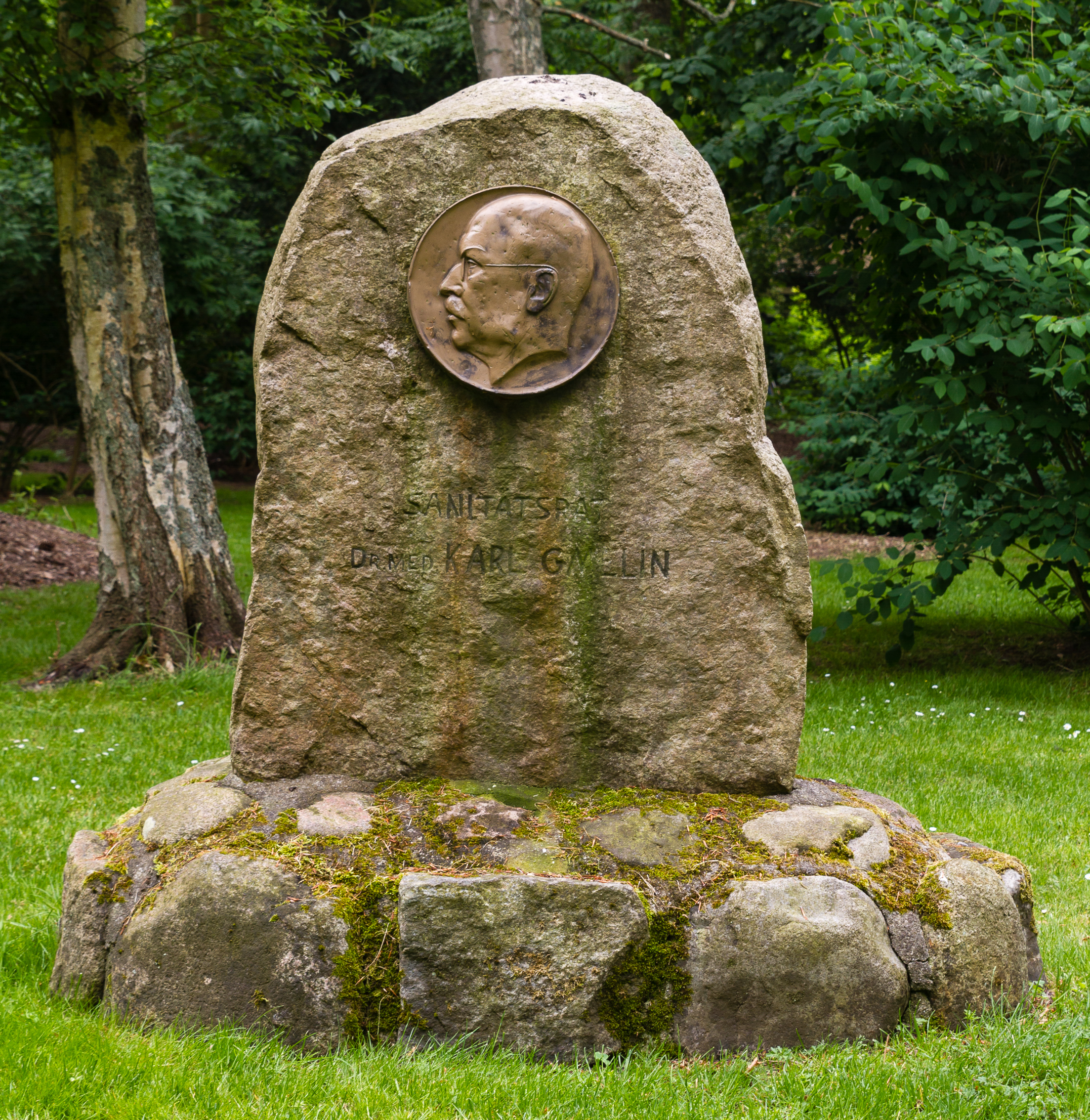
Gedenkstein für Carl Gmelin auf Föhr

Carl Gmelin, auch Karl Gmelin (* 15. März 1863 in Tübingen; † 28. Oktober 1941 ebenda) war ein deutscher Arzt.

## Leben

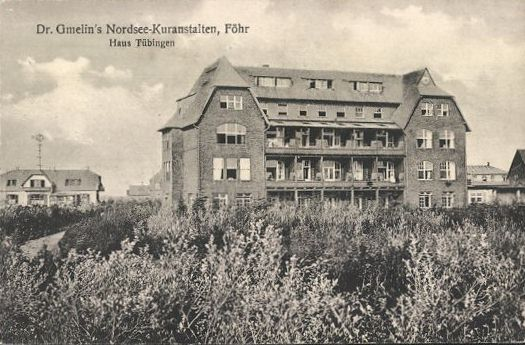
Nordseesanatorium Haus Tübingen

Carl Gmelin wurde als fünftes Kind des Gerichtsaktuars und Oberamtsrichters Otto Gmelin geboren. Der aus Schwaben stammende Gmelin studierte Medizin an der Eberhard-Karls-Universität Tübingen, in Erlangen und Berlin. Nach Abschluss seines Studiums und Promotion unternahm er zunächst eine Studienreise nach Wien, bevor er Assistent bei einem praktischen Arzt in Stuttgart wurde und sich 1889 selbstständig machte.
1892 hielt er sich als Tuberkulose-Patient auf Amrum auf, wo er die Hamburger Fabrikantentochter und Lehrerin Alice Mensendieck kennenlernte, die er 1893 heiratete. 1894 musste er aus Gesundheitsgründen seine Praxis in Stuttgart aufgeben und arbeitete einen Sommer lang auf Amrum als Arzt, Verwalter und „Vergnügungsdirektor“ im Hospiz von Bodelschwingh. Er überwachte dann Diätlabore im Lahmann-Sanatorium im heutigen Stadtteil Weißer Hirsch in Dresden.
Dank des Vermögens seiner Frau konnte er in Wyk auf Föhr am Südstrand das 1898 eröffnete Nordseesanatorium Haus Tübingen gründen. Das Sanatorium wurde durch den Jugendstil-Architekten August Endell gebaut, ein großzügiger Park wurde als Windschutz und Erholungsangebot für die Sanatoriumsgäste – der sogenannte Nordsee-Park – angelegt. Später wurde eine große Promenade errichtet, und rund um das Sanatorium wurden von Gmelin, später von seinen Nachfolgern, weitere Ländereien erworben, so dass fast der gesamte Bereich Südstrand – insgesamt 50 ha – zum Besitz des Sanatoriums gehörte. Anfangs war sein Schwager Otto Mensendieck sein Mitarbeiter, doch später ging dieser nach Zürich und wurde Schüler von Alfred Adler. Die Heilmethoden im Nordseesanatorium bauten auf die natürlichen Heilkräfte von Wasser, Sonne und Luft. Carl Haeberlin war am Aufbau der bioklimatischen Forschungsanstalt beteiligt. Carl Gmelin ist bereits 1904 Witwer geworden. Im Jahre 1909 ließ Gmelin ein beachtliches Gebäude für sein neues Nordsee-Pädagogium errichten. Im Laufe der Zeit ließ Gemelin im Kurpark mehrere weitere Gebäude aus Holz bauen – als Erweiterung für das beliebte Sanatorium. Er hatte weder kaufmännische Kenntnisse, noch einen kaufmännischen Mitarbeiter und wirtschaftete etwas chaotisch.
Carl Mensendieck, ein weiterer Schwager Gmelins, der um 1900 eine kaufmännische Starthilfe dem Unternehmen gab, kehrte 1919 nach Wyk zurück und nützte diesen Umstand aus. Er wurde Gmelins kaufmännischer Mitarbeiter und betrieb bald die Umwandlung des Sanatoriums in eine Aktiengesellschaft. Dann kaufte er heimlich Aktien auf und manövrierte Gmelin langsam aus. Unter seiner Leitung wurde das Sanatorium in den 1920er Jahren in ein Golfhotel verwandelt. Ein Arzt als Leiter war überflüssig und deswegen kündigte 1930 die Aktiengesellschaft Gmelin. Er leitete noch bis 1935 eine Heilstätte für die Reichsversicherung für Angestellte am anderen Ende der Insel, in Utersum, bevor er im Ruhestand nach Tübingen zurückging.
Die Stadt Wyk auf Föhr hat die Hauptstraße, welche die Altstadt mit dem Südstrand verbindet, nach Dr. Carl Gmelin Gmelinstraße benannt. Sie führt am Nordsee-Park und am Nordseesanatorium vorbei.